# Stanisław Napierała

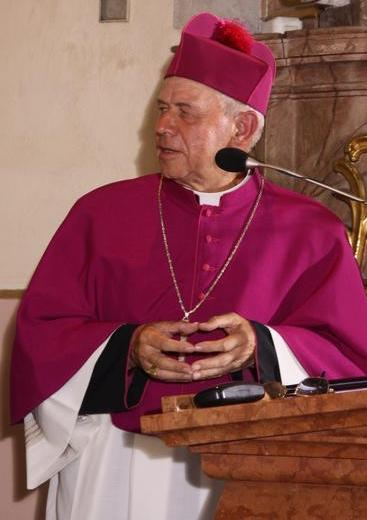
Bischof Stanisław Napierała

Stanisław Napierała (* 23. Dezember 1936 in Kalwy, Wojewodschaft Großpolen) ist emeritierter Bischof von Kalisz.

## Leben
Nach dem Abitur und dem philosophischen und theologischen Studium wurde er am 27. Mai 1961 in Posen vom dortigen Erzbischof Anton Baraniak zum Priester geweiht. Von 1963 bis 1965 studierte er Dogmatik an der Päpstlichen Universität Gregoriana und von 1965 bis 1967 dogmatische Theologie am Päpstlichen Orientalischen Institut in Rom. 1969 bis 1979 war er Sekretär der Erzbischöfe von Posen. 1981 Dozent an der Theologischen Fakultät der Jagiellonen-Universität in Krakau.
Am 25. August 1980 ernannte ihn Papst Johannes Paul II. zum Titularbischof von San Leone und Weihbischof in Posen. Die Bischofsweihe empfing er am 5. Oktober 1980 durch Jerzy Stroba, den Erzbischof von Posen; Mitkonsekratoren waren Tadeusz Etter und Marian Przykucki, beide Weihbischöfe in Posen. Er selbst war Mitkonsekrator bei der Bischofsweihe von Zdzisław Fortuniak (1982), Teofil Wilski (1995) und Grzegorz Balcerek (1999).
Als Weihbischof war er Generalvikar der Erzdiözese Posen.
Am 25. März 1992 ernannte ihn Papst Johannes Paul II. zum ersten Bischof des neu gegründeten Bistums Kalisz.
Von 1998 bis 2003 lehrte er Fundamentaltheologie und Ökumene an der Theologischen Fakultät der Adam-Mickiewicz-Universität Posen.
Am 29. Mai 2002 wurde Bischof Stanislaw Napierała von der Stadt Kalisz mit einem Ehrentitel ausgezeichnet und am 7. Oktober 2004 erhielt er die Ehrenbürgerwürde.
Papst Benedikt XVI. nahm am 21. Juli 2012 sein aus Altersgründen vorgebrachtes Rücktrittsgesuch an. 2021 erlegte der Vatikan ihm Strafen auf, weil er pädophile Verbrechen von Priestern aus seiner Diözese vertuscht hatte: Er durfte nicht mehr öffentlich auftreten und musste eine Geldbuße nach eigenem Ermessen an die polnische St. Josef-Stiftung zahlen, die sich um Opfer sexuellen Missbrauchs kümmert.